# Shongom
Shongom é uma área de governo local de Gombe, Nigéria. Sua sede está na cidade de Boh, no norte da área.
Possui uma área de 922 km ² e uma população de 150.948 no censo de 2006.
O código postal da área é 770.